# بنازپریل
بنازپریل (Benazepril) که با نام تجاری لوتنسین (Lotensin) به فروش می‌رسد، یک داروی مهارکننده آنزیم مبدل آنژیوتانسین است که عمدتاً در درمان فشارخون بالا و همچنین درمان نارسایی احتقانی قلب و حمله قلبی استفاده می‌شود و در پیشگیری از عوارض کلیوی و شبکیه‌ای (retinl) دیابت نیز کاربرد دارد. کاربردها، موارد منع مصرف و عوارض جانبی این دارو مشابه سایر داروهای مهارکننده آنزیم مبدل آنژیوتانسین می‌باشد. در یکی از مطالعات انجام شده، بنازپریل دارای اثرات سودمندی در بیماران مبتلا به شکل پیشرفته نارسایی کلیه بوده است. این نکته از این نظر مهم است که تا مدت‌ها تصور بر این بوده است که داروهای مهارکننده آنزیم مبدل آنژیوتانسین به کلیه‌ها صدمه زده یا سرعت پیشرفت بیماری کلیه را افزایش می‌دهند.

## شکل دارویی
بنازپریل به شکل قرص‌های ۵، ۱۰، ۲۰ و ۴۰ میلی گرمی در بازار موجود است. فرمولاسیون ترکیبی این دارو با هیدروکلرتیازید با نام Lotensin HCT و با آملودیپین با نام Lotrel نیز موجود است.

## عوارض جانبی
- سرفه مزمن
- سردرد
- آنافیلاکسی
- آنژیوادم
- هیپرکالمی

## مصرف در بارداری
در دوره بارداری، مصرف این دارو ممنوع است.

## سنتز

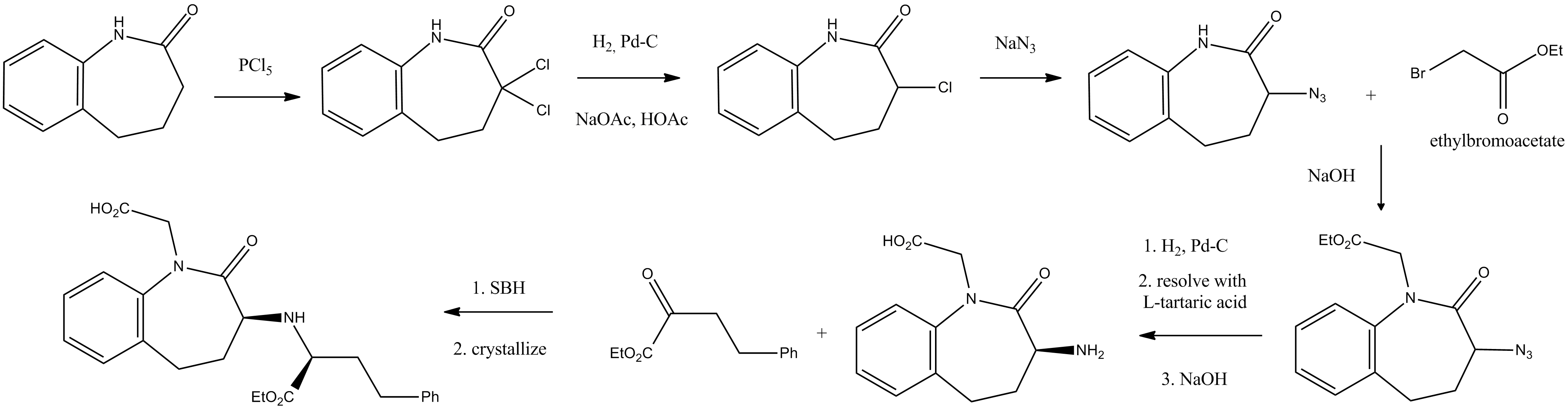
Benazepril synthesis

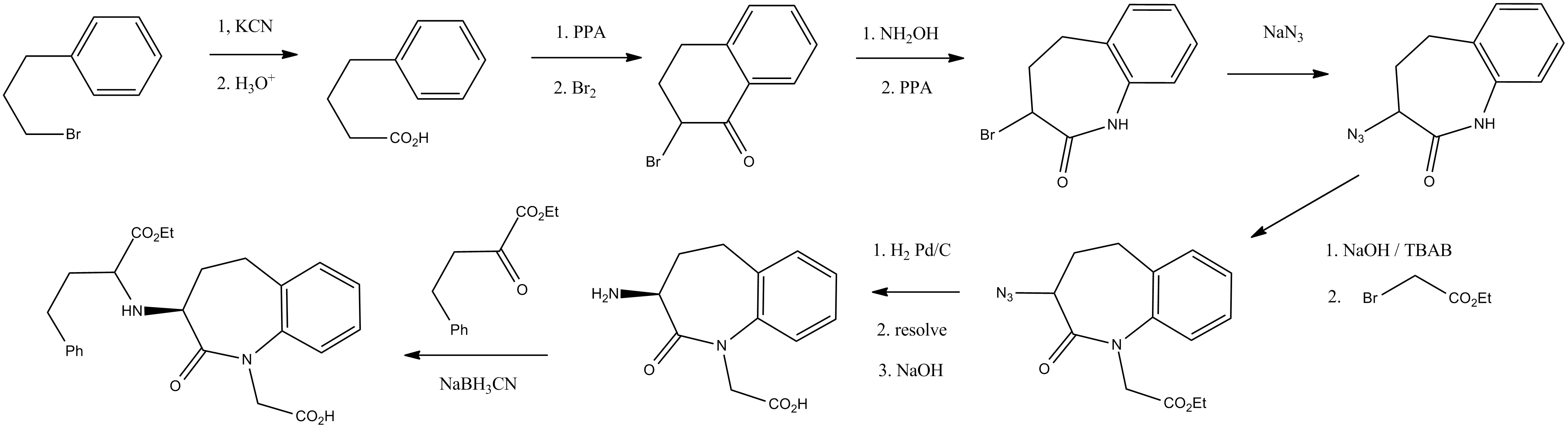
Benazepril synthesis